# Coulometrie
Die Coulometrie ist eine Methode der Elektrochemie, um die quantitative Stoffmenge einer oxidierbaren oder reduzierbaren Verbindung zu ermitteln. Sie wurde von den Ungarn László Szebellédy und Zoltán Somogyi im Jahre 1938 entwickelt und ab 1950 breiter angewendet.
Die Coulometrie beruht auf der Messung der elektrischen Ladung bzw. Elektrizitätsmenge (mit der Einheit Coulomb, daher der Name), die an einer Arbeitselektrode umgesetzt wird.
Die Coulometrie ist der Elektrogravimetrie sehr ähnlich, jedoch werden hierbei die oxidierten oder reduzierten Stoffe nicht notwendigerweise an der Elektrode abgeschieden, sondern können auch in Lösung bleiben.
Die Coulometrie wird z. B. angewendet bei der Bestimmung des Wassergehaltes nach Karl Fischer im Spurenbereich oder bei der Quantifizierung der adsorbierbaren organisch gebundenen Halogene (AOX) in Wasserproben.

## Beschreibung
Gemäß dem Faradayschen Gesetz ist die elektrische Ladung {\displaystyle Q} proportional zur umgesetzten Stoffmenge {\displaystyle n} in mol:
{\displaystyle Q=n\cdot z\cdot F}
mit
- der Ladungszahl z des verwendeten Ions, die bei Reduktion bzw. Oxidation der Änderung der Oxidationszahl entspricht
- der Faraday-Konstante F.

Bei vollständigem elektrochemischen Umsatz des zu bestimmenden Stoffes (des Analyten) und fehlenden elektrochemischen Nebenreaktionen wird die Analytmenge ausgerechnet:
{\displaystyle \Leftrightarrow n={\frac {Q}{z\cdot F}}}
Da an der Gegenelektrode ebenfalls eine elektrochemische Reaktion ablaufen muss, um den Stromkreis zu schließen, muss gewährleistet werden, dass die Reaktionsprodukte nicht in den Bereich der Arbeitselektrode gelangen können. Das kann durch ein Diaphragma oder mittels chemischer Bindung geschehen, z. B. Halogen mit Silber-Gegenelektrode als schwer lösliches Silberhalogenid.
Die Berechnung der abgeschiedenen oder umgesetzten Masse {\displaystyle m} in g ergibt sich aus dem Faraday-Gesetz und folgender Beziehung für die Stoffmenge:
{\displaystyle n={\frac {m}{M}}}
mit der Molmasse {\displaystyle M} in g/mol zu:
{\displaystyle \Rightarrow m={\frac {M\cdot Q}{z\cdot F}}}

## Potentiostatische Coulometrie
Bei der potentiostatischen Variante der Coulometrie wird das Elektrodenpotential mit Hilfe eines Potentiostaten konstant gehalten:
{\displaystyle E=konst.}
Diese Potentialkontrolle ist sehr vorteilhaft, um Nebenreaktionen auszuschließen.
Von Nachteil ist, dass die Stromstärke wegen der stetig sinkenden Analytkonzentration stark abfällt. Das Ende der Reaktion wird angenommen, wenn der Strom um 99,9 Prozent abgefallen ist. Dadurch kann das Experiment viel Zeit in Anspruch nehmen; bei sehr kleiner Elektrodenoberfläche, großen Konzentrationen und großen Volumina kann die Analyse auch Tage in Anspruch nehmen. Aus diesem Grund ist die Coulometrie im ausgesprochenen Maße eine spurenanalytische Methode.
Die gesuchte Elektrizitätsmenge Q in Coulomb errechnet sich dann nach dem Integral des Stromes über die Zeit:
{\displaystyle Q=\int _{0}^{t}I\,\mathrm {d} t}
Diese Auswertung übernimmt meist eine integrierende analoge Schaltung (Integratorschaltung) oder ein Computerprogramm.

### Beispiele
- Reduktion von Metallionen zu Metallen an Quecksilber- oder Platinelektroden:

{\displaystyle {\ce {Ni^2+ + 2 e^- -> Ni}}}
- Änderung der Oxidationsstufe (Wertigkeitsstufe) an Platinelektroden:

{\displaystyle {\ce {Eu^2+ -> Eu^3+ + e^-}}}
- Oxidative Abscheidung von Halogeniden an Silberelektroden:

{\displaystyle {\ce {2 Br^- -> Br2 + 2 e^-}}}

## Galvanostatische Coulometrie
Bei der galvanostatischen Variante der Coulometrie wird die Elektrolyse-Stromstärke mit Hilfe eines Galvanostaten konstant gehalten:
{\displaystyle I=konst.}
Dieser besteht im einfachsten Falle aus einer Batterie, einem Widerstand von etlichen Kiloohm und einem Potentiometer in Reihenschaltung mit der elektrochemischen Zelle. Der Kiloohm-Widerstand begrenzt den elektrischen Strom, da er den weitaus höchsten Widerstandswert im Stromkreis besitzt.
Von Vorteil sind die einfache Gerätetechnik und die schnelle Durchführung. Nachteilig wirkt sich aus, dass das Elektrodenpotential sich während der Reaktion verändert und somit Nebenreaktionen durch andere Maßnahmen (z. B. Reinigungsschritte bei der Probevorbereitung) ausgeschlossen werden müssen.
Das Ende der Reaktion (und damit die Zeit in u. g. Formel) muss durch eine Indikationsmethode angezeigt werden (z. B. durch eine pH-Wert-Messung, s. u.). Diese Methode kann daher auch als eine „Titration mit Elektronen“ angesehen werden. Alternativ kann die vollständige Umsetzung über eine präzise Potentialkontrolle oder -messung eingehalten bzw. überwacht werden.
Da die Stromstärke {\displaystyle I} konstant gehalten wird, gilt für die umgesetzte Ladung {\displaystyle Q} folgende Beziehung:
{\displaystyle Q=I\cdot t}

### Indikationsmethoden
Die untenstehenden Methoden können zur Endpunktindizierung genutzt werden. Dabei ist zu beachten, dass die Güte der Methode oftmals von der Analytmenge und der Hintergrundmatrix abhängt, z. B. vom pH-Puffer.

#### pH-Indikation
Die pH-Indikation ist bei pH=7 am besten; je weiter man zu pH=0 oder pH=14 wandert, desto schlechter wird die Indikation. Bei sehr geringer Analytkonzentration ist die Änderung des pH-Werts nicht groß genug, um eine pH-Wert Änderung festzustellen, da Wasser auch Puffereigenschaften besitzt.

#### Konduktometrische Indikation
Bei Reaktionen, die nicht zwischen pH=6 und pH=8 verlaufen, ist die Leitfähigkeit der Protonen oder der Hydroxidionen zu groß. Außerdem wird immer Leitsalz im Überschuss zugegeben, um Migration des Analyten im elektrischen Feld zu verhindern; daher ist die Leitfähigkeit der Lösung generell hoch. Bei geringer Analytkonzentration wird die Leitfähigkeit nicht signifikant geändert, wodurch  eine Indikation schwierig bis unmöglich ist.

#### Photometrische Indikation
Bei sehr geringen Ausgangskonzentration ist der Extinktionskoeffizient der meisten Analyten zu gering, um eine signifikante Änderung der Extinktion wahrzunehmen. Durch die hohe Konzentration an Leitsalz und Hilfsreagens können matrixbedingte Störungen auftreten.

#### Biamperometrische Indikation mittels einer Indikatorelektrode
Man legt an einer Indikatorelektrode ein sehr kleines Potential oder einen sehr kleinen Strom an und gibt ein Hilfsreagenz in die Lösung, das umgesetzt wird, anstelle vom Analyten. Da man für den ungehinderten Stromfluss eine Reaktion an der Kathode und an der Anode zulassen muss und das gelöste Salz nur in einer Oxidationsstufe vorliegt (oxidiert oder reduziert), fließt nur ein kleiner Reststrom. Sobald man mit der Coulometrie beginnt, wird das Hilfsreagenz umgesetzt, das danach den Analyten umsetzt und zurückreagiert. Die für die Oxidation/Reduktion wichtige Spezies wird wieder umgesetzt, der Stromfluss bleibt also sehr klein. Nach dem Umsatz des Analyten wird die oxidierte und die reduzierte Form in der Lösung durch die Reaktion vorliegen. Dadurch kann an der Indikatorelektrode (die meist aus zwei Pt-Stiften besteht) der Strom fließen, da jetzt an der Anode und an der Kathode die elektrochemischen Prozesse ablaufen können. Legt man einen definierten Strom an, fällt das Potential ab, legt man ein festes Potential an, steigt der Strom nach der vollständigen Umsetzung des Analyten.
Da bei der Galvanostatischen Coulometrie eine Potentialerhöhung mit der Zeit auftritt, muss sowieso ein Hilfsreagenz im Überschuss eingesetzt werden, die die Potentialerhöhung vernachlässigbar klein werden lässt. Dieses Hilfsreagenz kann dann leicht zur Endpunktsbestimmung herangezogen werden. Glücklicherweise ist der Spannungsabfall bzw. die Stromerhöhung in der Lösung nicht von der Analytkonzentration abhängig, sondern von der Indikatorelektrodenoberfläche (möglichst klein halten) und der Konzentration des Hilfsreagenz.

### Beispiel
Es sollen Cer(IV)-Ionen bestimmt werden. Hierbei werden diese reduziert:
{\displaystyle {\ce {Ce^4+ + e^- -> Ce^3+}}}
Die eigentliche Reduktion erfolgt dadurch, dass ein im Überschuss zugegebenes Hilfsreagens (z. B. ein Eisen(III)-Salz) bei der Elektrolyse kathodisch reduziert wird und die reduzierte Form dann bei der Oxidation die Elektronen liefert:
{\displaystyle {\ce {Fe^3+ + e^- -> Fe^2+}}}
{\displaystyle {\ce {Fe^2+ -> Fe^3+ + e^-}}}
Solange nicht alle Cer(IV)-Ionen reduziert worden sind, bleibt die Konzentration der Eisen(III)-Ionen konstant, und es fließt ein konstanter Strom. Der Endpunkt der coulometrischen Bestimmung ist erreicht, wenn die Stromstärke sich verringert.

## Chronocoulometrie
Bei der Chronocoulometrie handelt es sich im Grunde um eine Chronoamperometrie, d. h. ein Potentialsprungexperiment wird durchgeführt und die Änderung des Elektrolysestroms mit hoher zeitlicher Auflösung verfolgt (Mikrosekunden). Allerdings wird über die Zeit integriert, um die umgesetzte elektrische Ladung zu erhalten. Das Ziel ist die Bestimmung oberflächlich an der Arbeitselektrode befindlicher Stoffe. Diese werden in kürzester Zeit umgesetzt, während im Elektrolyten gelöste Substanzen erst zur Elektrodenoberfläche diffundieren müssen. Der elektrische Strom, der durch letzteren Vorgang verursacht wird, fällt gemäß der Cottrellgleichung mit {\displaystyle {\sqrt {t}}} ab. Daher kann rechnerisch zwischen der Umsetzung gelöster und abgeschiedener Stoffe unterschieden werden.

## Coulometer
Es gibt zwei verschiedene Typen von Coulometern:
- Coulometer als Geräte, mit denen die analytische Methode Coulometrie ausgeführt wird. Beispielsweise gibt es solche Coulometer zur Wasserbestimmung im Spurenbereich oder zur Bestimmung von CO2 in Gasen.
- Coulometer, die zur Bestimmung von elektrischen Größen im Gleichstromkreis dienen, nämlich der Gesamtladung oder einer konstanten Stromstärke. Im 19. Jahrhundert und der ersten Hälfte des 20. Jahrhunderts wurden diese Geräte, die von Michael Faraday erfunden worden waren, in Wissenschaft und Technik häufig verwendet. Coulometer wurden im 19. Jahrhundert Voltameter genannt; Näheres, wie die Erläuterung der verschiedenen Typen, siehe dort. Diese Coulometer führen keine quantitative Analyse aus und gehören heute nicht mehr zur analytischen Coulometrie.